# Ceuta
Ceuta er en autonom by, der udgør en spansk eksklave på den nordafrikanske kyst, syd for Gibraltarstrædet, med landegrænse til Marokko.
Området har et areal på 18,5 km² og har 83.052 indbyggere (2023). Indbyggerne taler spansk, det eneste officielle sprog i byen. Nogle immigranter fra Nordafrika taler dog også det berbiske sprog tamazight og arabisk. Marokko gør krav på byen og den anden autonome by Melilla, men der er flertal blandt begge byers befolkninger for at forblive en del af Spanien.
Johan 1. af Portugal erobrede området i 1415 og det forblev en portugisisk besiddelse frem til 1668, hvor Alfons 6. overdrog byen til Karl 2. af Spanien. Ikke desto mindre beholdt Ceuta sit flag, som har Lissabons byflag som baggrund og det portugisiske nationalvåben.